# ツーフェイス・プロモーション
株式会社ツーフェイス・プロモーション（英語表記：Twoface Promotion Co.,Ltd.）は、日本の芸能事務所。所在地は東京都中央区。
事業内容は、タレント・モデルのマネジメント、ものまねタレント派遣、イベントプロデュースなど。

## 所属タレント・モデル
- 熊原楓
- さざん歌幾三
- Sister MAYO
- ジョニー志村（元影武者X）
- ジャッキーヘェン
- 鈴川朋治
- TOSHIKI（元影武者X）
- ノンスモーキー石井
- マエダ夏男
- 松阪ゆうき
- 松本えいじ

## 過去に所属していたタレント・モデル
- 英二（業務提携）
- オイル兄弟
- 加藤めぐみ（業務提携）
- 上口龍生
- 北村ななえ
- 彩音凛
- 超特急ひかり
- 東郷愛弓
- 成宮あんな
- 松本あさ美
- 吉田恵美
- 高橋秀幸